# Sharmila Tagore

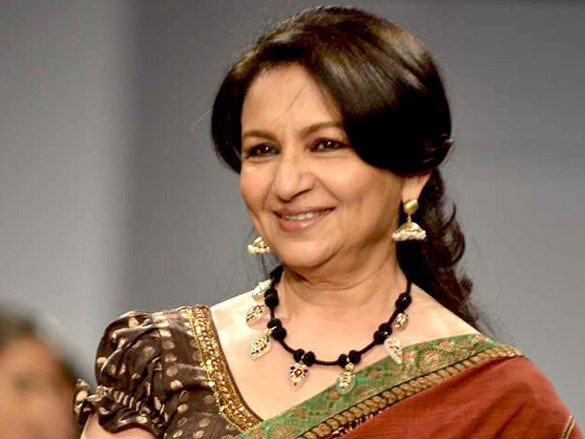
Sharmila Tagore (2011)

Sharmila Tagore (Bengalisch: শর্মিলা ঠাকুর, Śarmilā Ṭhākur; * 8. Dezember 1944 oder 1946 in Hyderabad) ist eine indische Filmschauspielerin.

## Leben
Ihre ersten Filmauftritte hatte sie in Filmen von Satyajit Ray. Als gerade 14-Jährige spielte sie in Apur Sansar (1959) die junge Ehefrau des Protagonisten Apu, gespielt von Soumitra Chatterjee. Gemeinsam mit Chatterjee trat sie in mehreren Filmen als Paar auf. In Rays hinduismuskritischem Film Devi spielte sie erneut neben Chatterjee eine frischverheiratete Frau, die von ihrem Schwiegervater (gespielt von Chhabi Biswas) für eine Inkarnation der Göttin Kali gehalten und dann auch dazu erklärt wird. Während sie sich zuerst unfreiwillig in ihre "neue Rolle" fügt, verliert sie langsam Verstand und Sinn für Realität und glaubt, wie auch die von ihrem Aberglauben geleitete Nachbarschaft, letztlich selbst an ihre Göttlichkeit. Mit ihrer zerbrechlich wirkenden Erscheinung spielte Tagore diese Rolle überzeugend. Satyajit Rays Stammkameramann Subrata Mitra filmte Tagore bevorzugt leicht von oben, was ihr geheimnisvolles Lächeln und ihre Gesichtszüge verstärkte und ihr den Ruf eines unnahbaren Sexsymbols begründete. Sie wurde folglich für etwas hochnäsig und arrogant gehalten. Mit Satyajit Ray drehte sie noch drei weitere Filme, von denen Nayak (1966, mit Uttam Kumar), Aranyer Din Ratri (1970, mit Soumitra Chatterjee) und Seemabaddha (1971).
Ihre Bollywood-Karriere begann 1964 in dem Musical Kashmir Ki Kali mit Shammi Kapoor. 1966 übernahm sie die Titelrolle in Hrishikesh Mukherjees Anupama und trat in dem für sie typischen kokett-glamourösen Stil auf. Damit wurde sie gegen Ende der 1960er Jahre zum modischen Trendsetter in Indien. Ihre Frisur, Kleidung und Make-up wurden von mutigen Zeitgenossinnen kopiert. Nur mit Bikini bekleidet auf dem Titelblatt einer Zeitschrift, verursachte sie 1966 eine Kontroverse über ihre anhaltend „unpassende“ Kleidung. Sie heiratete 1968 den Cricketspieler Mansoor Ali Khan Pataudi (Nawab von Pataudi), konvertierte zum Islam und nahm den Namen Ayesha Sultana an. Wider Erwarten endete ihre Schauspielertätigkeit dadurch nicht. 1969 spielte sie neben Rajesh Khanna in Aradhana in einer völlig unglamourösen Rolle als Mutter und bekam für ihre Leistung den Filmfare Award als beste Hauptdarstellerin verliehen. Mit Khanna wurde sie danach häufig als Filmpaar besetzt. Nach dem erfolgreichen Film Mausam (1975) spielte sie noch mehrfach zusammen mit Sanjeev Kumar. Ebenfalls häufig, doch weniger erfolgreich, waren ihre Auftritte mit Shashi Kapoor, Dharmendra und Amitabh Bachchan. Sie wohnt in Delhi und ist gelegentlich in Filmen zu sehen.
Zwei ihrer Kinder, Saif Ali Khan und Soha Ali Khan, sind ebenfalls Filmschauspieler. Sharmila Tagore erhielt den Filmfare Award für ihr Lebenswerk 1997. 2009 wurde sie in die Wettbewerbsjury der 62. Internationalen Filmfestspiele von Cannes berufen.